# USS Hackleback (SS-295)
Za druga plovila z istim imenom glejte USS Hackleback.
USS Hackleback (SS-295) je bila jurišna podmornica razreda balao v sestavi Vojne mornarice Združenih držav Amerike.